# NGC 4651
NGC 4651 es una galaxia espiral situada en la constelación de Coma Berenices visible con telescopios de aficionado. Es un miembro del Cúmulo de Virgo, situado en las regiones exteriores de este y a una distancia de alrededor de 52 millones de años luz (16 megaparsecs) de la Vía Láctea, aunque su distancia sea un tanto controvertida y haya autores que la sitúen desde a apenas 35 millones de años luz hasta a alrededor de 72 millones de años luz.
Es a veces conocida como la galaxia del Paraguas por la estructura con forma de paraguas que se extiende desde su disco hacia el este y que está compuesta por corrientes de estrellas que han sido arrancadas de una galaxia mucho menor que ha sido despedazada por las fuerzas de marea de NGC 4651, lo que ha justificado su inclusión en el Atlas de galaxias peculiares de Halton C. Arp como Arp 189 (Galaxia con filamentos). Además, estudios realizados en la longitud de onda del hidrógeno neutro muestran ciertas distorsiones del gas existente en sus regiones exteriores y que, aunque no haya gas asociado a dicha corriente de estrellas, hay una pequeña galaxia situada más allá de la corriente de esta que sí lo tiene y que puede haber nacido en el evento que dio origen a esa corriente de estrellas.
NGC 4651, finalmente, al hallarse en las regiones exteriores del cúmulo de Virgo, no sufre la deficiencia en hidrógeno de numerosas galaxias de este, teniendo una distribución del gas extendiéndose más allá del área ocupada por las estrellas y siendo rica en este.